# Film evento
Film evento è un programma televisivo italiano di genere talk show, in onda dal 2011 su LA7.

## Caratteristiche
Il programma è caratterizzato dal fatto di non avere una cadenza settimanale o mensile, ma viene trasmesso dall'emittente al termine di un film considerato evento per la sua importanza o per la stretta relazione con l'attualità. L'argomento del film diventa quindi l'oggetto del dibattito, condotto da Enrico Mentana con alcuni ospiti.
La sigla del programma è la canzone Toop Toop dei Cassius.

## Ascolti
| N° | Giorno           | Film                          | Nr. telespettatori/Share media                         |
| -- | ---------------- | ----------------------------- | ------------------------------------------------------ |
| 1° | 2 febbraio 2011  | Il divo                       | 1.727.456 - 6,26% (Film) 692.000 - 5,73% (Talk)        |
| 2° | 18 aprile 2011   | La passione di Cristo         | 1.795.674 - 6,52% (Film) 764.000 - 5,17% (Talk)        |
| 3° | 8 settembre 2011 | Silvio Forever                | 2.457.000 - 10,87% (Film) 1.236.000 - 10,29% (Talk)    |
| 4° | 14 ottobre 2011  | Viva Zapatero!                | 2.358.000 - 8,68% (Film) 1.100.000 - 6,85% (Talk)      |
| 5° | 13 novembre 2011 | Videocracy - Basta apparire   | 1.853.000 - 7,17% (Film) 979.000 - 7,84% (Talk)        |
| 6° | 9 aprile 2012    | Draquila                      | 1.425.000 - 5,62% (Film) 1.110.000 - 7,32% (Reportage) |
| 7° | 18 maggio 2012   | Vi perdono ma inginocchiatevi | 1.596.854 - 6,53% (Film) 1.089.491 - 7,17% (Reportage) |